# Многохохлая райская птица
Многохохлая райская птица (лат. Cnemophilus macgregorii) — вид воробьиных птиц из семейства Cnemophilidae. Видовое латинское название дано в честь британского губернатора Новой Гвинеи Уильяма Макгрегора.
Вид распространён в тропических горных дождевых лесах Новой Гвинеи.
Мелкие птицы с небольшими коническими клювами, округлыми крыльями, коротким, квадратным хвостом и маленькими ногами. Тело длиной 24 см, весом 79—125 г. Оперение нижней части тела самцов чёрное, а верхней части — жёлтого или красно-оранжевого, в зависимости от подвида. У самок верх тела оливково-зелёного цвета, а низ тела жёлтый.
Птицы питаются фруктами, изредка могут дополнять рацион насекомыми. Сезон размножения длится с июня по ноябрь. О потомстве заботится только самка. Она строит гнездо в дуплах деревьев. В гнезде только одно яйцо. Инкубационный период длится 3 недели.

## Подвиды
- Cnemophilus macgregorii macgregorii, номинальный подвид, достаточно распространён в юго-восточной части ареала от крайнего юга провинции Моробе к средней части гор Оуэна Стэнли;
- Cnemophilus macgregorii sanguineus Iredale, 1948, распространенный в районе горы Гилуве и горы Хаген и на восток в горах Бисмарка;

Некоторые авторы признают популяцию гор Кубор, что в настоящее время является частью подвида sanguineus, как отдельный подвид C. m. kuboriensis.